# Ilsa, la louve des SS
Série
Ilsa, gardienne du harem
(1976)
Pour plus de détails, voir Fiche technique et Distribution.
Ilsa, la louve des SS (Ilsa, She Wolf of the SS) est un film de nazisploitation canadien réalisé par Don Edmonds (de), sorti en 1975. 
Le personnage d'Ilsa est inspiré par Ilse Koch, épouse du commandant du camp de concentration de Buchenwald où elle s’illustre par sa cruauté vis-à-vis des prisonniers. De plus, Ilse Koch a la réputation d'être nymphomane.

## Synopsis
Durant la Seconde Guerre mondiale, l'officier SS Ilsa dirige un camp de concentration et pratique des expériences médicales sur les prisonniers et les prisonnières.

## Fiche technique
- Titre : Ilsa, la louve des SS[1]
- Titre alternatif : Le Nazi était là, les Gretchen aussi
- Titre original : Ilsa, She Wolf of the SS
- Réalisation : Don Edmonds (de)
- Scénario : Jonah Royston et John C.W. Saxton
- Production : David F. Friedman
- Société de production : Aeteas Filmproduktions
- Musique : Horst Wessel (chanson Die Fahne hoch)
- Photographie : Glenn Roland
- Montage : Kurt Schnit
- Pays d'origine :  Canada[1]
- Format : couleurs - 1,66:1 - mono - 35 mm
- Genre : action, érotique, horreur, guerre
- Durée : 96 minutes
- Date de sortie : 
  - Japon : 16 août 1975
  - France : 16 novembre 1978 (Dijon[1])
- Classification :
- France : Interdit aux moins de 18 ans lors de sa sortie en salle puis interdit aux moins de 16 ans aujourd'hui.

## Distribution
- Dyanne Thorne : Ilsa
- Gregory Knoph : Wolfe
- Tony Mumolo : Mario
- Maria Marx : Anna
- Nicolle Riddell : Kata
- Jo Jo Deville : Ingrid
- Sandy Richman : Maigret
- George Buck Flower : Binz
- Rodina Keeler : Gretchen
- Richard Kennedy : le général nazi
- Lance Marshall : Richter
- John F. Goff : le garde du camp nazi

## Autour du film
- Le tournage s'est déroulé aux Cinema General Studios de Los Angeles, réutilisant les décors de la série télévisée Papa Schultz (1965)[2].
- Le rôle d'Ilsa fut tout d'abord proposé à l'actrice Phyllis Davis.

La saga Ilsa se prolonge avec les films suivants
- 1976 : Ilsa, gardienne du harem (Ilsa, Harem Keeper of the Oil Sheiks), de Don Edmonds (de)
- 1977 : Ilsa, ultimes perversions (Greta - Haus ohne Männer), de Jesús Franco
- 1977 : Ilsa, la tigresse du goulag (Ilsa, the Tigress of Siberia), de Jean LaFleur